# Municipio de Minneiska
El municipio de Minneiska (en inglés: Minneiska Township) es un municipio ubicado en el condado de Wabasha en el estado estadounidense de Minnesota. En el año 2010 tenía una población de 185 habitantes y una densidad poblacional de 3,99 personas por km².

## Geografía
El municipio de Minneiska se encuentra ubicado en las coordenadas 44°14′4″N 91°55′43″O / 44.23444, -91.92861. Según la Oficina del Censo de los Estados Unidos, el municipio tiene una superficie total de 46.38 km², de la cual 27,28 km² corresponden a tierra firme y (41,18 %) 19,1 km² es agua.

## Demografía
Según el censo de 2010, había 185 personas residiendo en el municipio de Minneiska. La densidad de población era de 3,99 hab./km². De los 185 habitantes, el municipio de Minneiska estaba compuesto por el 96,22 % blancos, el 3,24 % eran de otras razas y el 0,54 % eran de una mezcla de razas. Del total de la población el 3,24 % eran hispanos o latinos de cualquier raza.